# Guillaume Ier de Provence
Pour les articles homonymes, voir Guillaume Ier.
Guillaume Ier de Provence, dit le Libérateur, né vers 945 et mort devant Avignon en 993, après le 29 août, est un noble provençal, célèbre pour avoir vaincu et chassé les  Sarrazins de la Provence en 973.

## Biographie

### Origines
Fils de Boson II, comte d'Arles et de Constance de Provence, il est successivement comte d'Avignon (962), comte de Provence (972), marquis de la Provence arlésienne (979) et prince de toute la Provence (991). En raison d'un oncle appelé lui aussi Guillaume, il est parfois dénommé Guillaume II de Provence.

### Ses premières années
Guillaume et son frère aîné Roubaud, succèdent à leurs père Boson et oncle, appelé lui aussi Guillaume, entre 962 et 966. Le comté de Provence leur appartient en indivision, Guillaume devenant comte d'Avignon et Roubaud comte d'Arles suivant la division opérée à la génération précédente entre leurs père et oncle. Il épouse entre 968 et avril 970, Arsinde de Comminges, fille d'Arnaud, comte de Comminges et d'Arsinde de Carcassonne. Si Arsinde, sa première femme, a parfois été confondue avec Adélaïde, sa seconde, pour ne lui faire qu'une seule et unique épouse, la controverse est aujourd'hui terminée. De cette première union seraient nés :
- Odile, associée par erreur à Odile de Nice ;
- Ne, (v.965/70 - ?), épouse de Bérenger de Melgueil ;
- Constance, (v.970 - ap.1013), épouse de Boniface de Reillanne ;
- Arsinde, (v.975 - av.998), épouse de Guillem Taillefer ;
- Adélaïde (v.980 - ap.1021), épouse de Bernard Taillefer[6].

### La libération de la Provence et ses conséquences
À la suite de l'enlèvement de l'abbé Mayeul en juillet 972 par les bandes de Sarrasins installées dans le massif des Maures depuis la fin du IXe siècle, le comte Guillaume et son frère  Roubaud prennent la tête de l'ost provençal renforcé par les troupes d'Ardouin, comte de Turin. Ils traquent les Maures qu'ils écrasent à la bataille de Tourtour en 972 ou 973, anéantissent le comptoir commercial andalou du Freinet, puis les chassent de Provence. Cette campagne militaire contre les Sarrasins, conduite sans les troupes du roi Conrad III de Bourgogne, se double en fait d'une féodalisation de la Provence, de l'aristocratie locale et des communautés urbaines et paysannes qui avaient jusque-là toujours refusé la mutation féodale et le pouvoir comtal. Elle permet à Guillaume d'obtenir la suzeraineté de fait de la Provence et, avec le consentement royal, de contrôler le fisc de la Provence.
Il distribue les terres reconquises à ses vassaux, comme le territoire d’Hyères aux seigneurs de Fos, arbitre les différents et crée ainsi la féodalité provençale. La noblesse Franque d'origine bourguignonne ou maconnaise, dont il relevait, restait d'installation récente était jusqu'alors peu acceptée par les populations locales restées gallo-romaines. Elle s'était installée en spoliant majoritairement les biens des grandes familles aristocratiques gallo-romaines chassées de Provence à l'arrivée de Hugues d'Arles qui avait mené une véritable épuration, menant notamment à l'exil la famille de Saint Mayeul, parmi les plus gros propriétaires fonciers de Provence. Avec cette conquête, Guillaume dispose de terres légitimes à redistribuer à ses fidèles, tout en pouvant restituer les terres qu'il "tenait" aux noms de leur précédent propriétaire. C'est ainsi qu'on le voit à la fin du Xème siècle restituer tout un ensemble de villae à Saint Mayeul et l'abbaye de Cluny, et en particulier la villae de Valensole où l'abbé serait né.
Avec Isarn, évêque de Grenoble, il entreprend de repeupler le Dauphiné et autorise un comte italien nommé Ugo Blavia à se fixer près de Fréjus au début des années 970 pour remettre les terres en culture.

### Son gouvernement et sa renommée
Comme son père Boson, Guillaume se fait conseiller par un vicomte qui dès 977 l'accompagne dans tous ces déplacements et il s'appuie sur un groupe important de juges pour rendre la justice. Devenu marquis de Provence en 979, il s'installe à Arles au début des années 980. Sa première femme Arsinde de Comminges (c. 950-983) venant à décéder, il épouse en 984 dans cette cité, contre l'avis du pape, Adélaïde d'Anjou qui vient de se séparer de son époux, le futur roi de France, Louis V. Le couple aura au moins deux enfants :
- Guillaume II de Provence (c.981-av. 30 mai 1018)[12] ;
- Constance d'Arles (v.986 -1032) reine de France par son mariage avec Robert II vers l'an 1000 ;
- et une autre fille Ermengarde d'Arles, dont la filiation est plus contestée[13]; Ermengarde d'Arles épouse par la suite Robert Ier d'Auvergne.

Pour tout ceci, il est un personnage important des chroniques de Raoul Glaber qui le traite de duc et il apparaît dans une charte de 992 avec le nom de pater patriae.

### La fin de sa vie
À la fin de sa vie Guillaume devient très pieux et restitue de nombreux biens au temporel de l'Église. Déjà en 991, à la demande de l'évêque de Fréjus, Riculf, qui implore à Arles auprès du prince la restitution des anciens domaines de l'évêché, Guillaume accède à cette pétition et lui accorde de surplus la moitié de Fréjus et le village de Puget.
En 992, il rend également d’importants domaines en Camargue au monastère Saint-Jean d'Arles.
En 993, se sentant mourir dans la ville d'Avignon dont il a été le comte, il prend l'habit de moine et fait appel à l'abbé Mayeul pour soulager son âme. Il fait des restitutions et des offrandes à l'abbaye de Cluny, et c'est entouré par la multitude de ses sujets, que Guillaume de Provence passe de vie à trépas dans cette ville, peu après le 29 août 993. Avant de mourir, il émet le vœu d'être inhumé à Sarrians, près de Carpentras, dans le prieuré en cours de construction sur la villa  offerte à l'abbaye bourguignonne.